# Werbezentrale Volksdienst
Die Werbezentrale Volksdienst (auch Volksdienst-Werbezentrale) war eine auf Veranlassung der Reichsregierung von Papen im September 1932 gegründete Propagandaorganisation, die dem Zweck diente, in der Öffentlichkeit für die Politik der Regierung zu werben.
Die Leitung der Werbezentrale wurde dem ehemaligen Rittmeister Arno von Moyzischewitz, einem Vertrauensmann und ehemaligen Mitarbeiter des damaligen Reichswehrministers Kurt von Schleicher, übertragen.
Die Werbezentrale schaltete sich insbesondere in den Wahlkampf für die Reichstagswahl vom November 1932 ein, in dem sie sich mit Wahlaufrufen, Broschüren, Werbeplakaten usw. für eine Stimmabgabe zugunsten der DNVP als der einzigen die Papenregierung stützenden größeren Partei starkmachte.